# Courtney Brosnan
Courtney Brosnan, née le 10 novembre 1995 à Millburn dans le New-Jersey aux États-Unis, est une footballeuse internationale irlandaise évoluant au poste de gardienne de but au l'Everton FC.

## Biographie
Courtney Brosnan nait le 10 novembre 1995 à Millburn dans le New-Jersey aux États-Unis. Elle est scolarisée à la Millburn High School  avant de poursuivre ses études à l'université de Syracuse dans l'État de New York. Elle intègre l'équipe de l'université, l'Orange de Syracuse.
Courtney Brosnan est de nationalité américaine, mais elle est d'ascendance irlandaise, ses grands-parents sont originaires du comté de Roscommon. Elle déclare très tôt sa volonté de représenter l'Irlande au niveau international. Elle est donc sélectionnée dans l'équipe de république d'Irlande féminine de football des moins de 17 ans dès 2011. Elle continue ensuite dans celle des moins de 19 ans.
Pour se faciliter ces sélections nationales, elle décide de venir en Europe une fois ses études terminées à l'Université de Syracuse. Elle s'engage auprès d'un club amateur en France le Football Club Ambilly Féminin dans le canton de Gex. Jeune et prometteuse gardienne de but, elle signe ensuite au Havre Athletic Club.
Après la France, elle est recrutée par un club anglais qui dispute le championnat d'Angleterre de première division, West Ham. Elle y reste deux saisons et dispute seize matchs.
Non conservée au terme de la saison 2020-2021, elle rejoint l'Everton FC.
Courtney Brosnan est appelée en équipe nationale irlandaise pour la première fois le 8 novembre 2018 par le sélectionneur Colin Bell. Elle est alors la gardienne du Havre et multiplie les bonnes performances en deuxième division française. Cette première convocation lui permet de participer à un stage de préparation de l'équipe. Elle fait ses débuts internationaux quelques mois plus tard à l'occasion d'un match contre le Monténégro.
Le 11 octobre 2022, Courtney Brosnan est la gardienne titulaire de l'équipe d'Irlande lors du barrage de qualification pour la coupe du monde 2023. Brosnan arrête un penalty écossais lors de la rencontre et participe ainsi activement à la qualification irlandaise pour la Coupe du monde. C'est d'ailleurs la première fois que l'Irlande se qualifie pour une compétition internationale.

En juin 2023, elle est sélectionnée pour disputer la coupe du monde 2023 en Australie.